# Jaroslaw Alexejewitsch Kossow
Jaroslaw Alexejewitsch Kossow (russisch Ярослав Алексеевич Косов; * 5. Juli 1993 in Magnitogorsk) ist ein russischer Eishockeyspieler, der seit Mai 2021 beim HK Awangard Omsk in der Kontinentalen Hockey-Liga unter Vertrag steht.

## Karriere
Jaroslaw Kossow begann seine Karriere als Eishockeyspieler in seiner Heimatstadt in der Nachwuchsabteilung des HK Metallurg Magnitogorsk. Im KHL Junior Draft 2010 wurde er von seinem Heimatverein in der dritten Runde als insgesamt 70. Spieler ausgewählt, damit seine Transferrechte nicht von einem anderen KHL-Team erworben werden konnten. Für die Juniorenmannschaft des HK Metallurg war er in der Saison 2010/11 in der multinationalen Nachwuchsliga Molodjoschnaja Chokkeinaja Liga aktiv. In dieser erzielte er in insgesamt 59 Spielen 28 Scorerpunkte, davon 17 Tore, und erreichte mit dem Team das Playoff-Finale um den Charlamow-Pokal. Anschließend wurde er im NHL Entry Draft 2011 in der fünften Runde als insgesamt 124. Spieler von den Florida Panthers ausgewählt. In der Saison 2011/12 gab der Flügelspieler sein Debüt für die Profimannschaft des HK Metallurg Magnitogorsk in der Kontinentalen Hockey-Liga. 2014 gewann Kossow mit Metallurg die Meisterschaftstrophäe der KHL, den Gagarin-Pokal, 2016 wiederholte er mit Metallurg diesen Erfolg.
Während der Saison 2017/18 wechselte er innerhalb der KHL zu Ak Bars Kasan und gewann mit Ak Bars am Saisonende erneut den Gagarin-Pokal. Im Mai 2018 erhielt Kossow keinen neuen Vertrag bei Ak Bars, da er zuvor wegen Trunkenheit am Steuer angehalten worden war.
Im September 2018 wurde Kossow gegen Dmitri Judin vom HK Spartak Moskau eingetauscht. Bei Spartak spielte er bis Anfang Dezember 2018, ehe er von Neftechimik Nischnekamsk verpflichtet wurde. Für Neftechimik kam er bis Saisonende in nur vier Spielen zum Einsatz, da er nach einer Schlägerei in  einem Hotel in Kasan aus seinem Vertrag entlassen wurde.
Im August 2019 nahm er am Trainingslager des HK Traktor Tscheljabinsk teil und erhielt dort schließlich einen Zweijahresvertrag.

## Erfolge und Auszeichnungen
- 2012 Silbermedaille bei der U20-Junioren-Weltmeisterschaft
- 2013 Bronzemedaille bei der U20-Junioren-Weltmeisterschaft
- 2014 Gagarin-Pokal-Sieger und Russischer Meister mit dem HK Metallurg Magnitogorsk
- 2016 Gagarin-Pokal-Sieger und Russischer Meister mit dem HK Metallurg Magnitogorsk
- 2018 Gagarin-Pokal-Sieger und Russischer Meister mit Ak Bars Kasan

## Karrierestatistik

### International
(Legende zur Spielerstatistik: Sp oder GP = absolvierte Spiele; T oder G = erzielte Tore; V oder A = erzielte Assists; Pkt oder Pts = erzielte Scorerpunkte; SM oder PIM = erhaltene Strafminuten; +/− = Plus/Minus-Bilanz; PP = erzielte Überzahltore; SH = erzielte Unterzahltore; GW = erzielte Siegtore; 1 Play-downs/Relegation; Kursiv: Statistik nicht vollständig)